# Tim Christensen and the Damn Crystals
Tim Christensen and the Damn Crystals er Tim Christensens fjerde studiealbum, der der udkom i 2011. Albummet modtog tre ud af seks stjerner i musikmagasinet GAFFA. The Damn Crystals er det band han havde med på hans sidste tour rundt i landet. Det består - udover Tim - af Lars Skjærbæk (guitar), Søren Koch (bas), Christoffer Møller (keyboard) og Jesper Lind (trommer). 

## Spor
1. "The Damn Crystals"
2. "Surprise Me"
3. "Far Beyond Driven"
4. "Million Miles Away"
5. "Happy Ever After"
6. "I'll Let You Know"
7. "Love And Water"
8. "All Them Losers"
9. "Wiser"
10. "Never Be One Until We're Two"